# Caspar Friedrich Wolff
Caspar Friedrich Wolff (Berlim, Alemanha, 18 de janeiro de 1734 — São Petersburgo, Rússia, 22 de fevereiro de 1793) foi um biólogo alemão. Foi um dos fundadores da embriologia.

## Biografia
Em 1759, Wolff se graduou na Universidade de Halle com uma tese sob o título "Theoria Generationis".
Durante a Guerra dos sete anos, Wolff foi convocado como médico do exército prussiano. No seu retorno passou por sérias dificuldades para reincorporar-se na vida acadêmica. Finalmente, em 1767 com a ajuda do matemático Leonhard Euler obteve uma cátedra de anatomia na Academia das Ciências de São Petersburgo.
Na sua obra "Theoria Generationis" ( 1759), Wolff recuperou a teoria da epigênese defendida por Aristóteles e William Harvey. Esta teoria se opunha a teoria tradicional, que sustentava que os organismos já estavam preformados no sémen ( preformismo).
O trabalho consistia em três partes dedicadas ao desenvolvimento das plantas, o desenvolvimento dos animais e considerações teóricas:
- Wolff pesquisou detalhadamente a metamorfose das plantas, destacando que os rudimentos embrionários das folhas são basicamente similiares aos das partes da flor e que os rudimentos de ambos derivam de um tecido essencialmente indiferenciado.
- O estudo do desenvolvimento vegetal levou Wolff à sua premissa fundamental: tanto nos animais como nas plantas , o desenvolvimento procede por diferenciação gradual de um material originalmente homogêneo.
- A primeira prova de epigênese animal foi obtida por Wolff nos seus experimentos com embriões de galinha, onde demonstrou que os vasos sanguíneos da blastoderme não estavam presentes desde o início. Demonstrou que os órgãos dos animais se formam pelo dobramento em tubos de capas homogêneas ( "folhas" ), antecipando a futura teoria dos folhetos embrionários.

Tanto na "Theoria generationis" de 1759 como na "De Formatione intestinorum" (1768-1769), Wolff defendeu que o embrião se formava a partir de um fluido homogêneo que iria adquirindo forma graças a uma "força essencial" ( vis essentialis), uma explicação que enfrentava o mecanicismo dos preformistas.
Sua teoria não foi bem recebida, principalmente por Albrecht von Haller.
Sua obra ficou muita conhecida nos finais do Século XVIII. Tanto cientistas ( Johann Friedrich Blumenbach) como filósofos ( Johann Gottfried Herder) fazem menção dela em seus trabalhos.

## Obras
- Theoria Generationis (1759)
- De Formatione Intestinorum (1768)